# Leon Redbone
Leon Redbone, född Dickran Gobalian 26 augusti 1949 i Nicosia, Cypern, död 30 maj 2019 i Bucks County, Pennsylvania, USA, var en sångare, låtskrivare och gitarrist. Redbone hade en förkärlek för musikstilar och låtar från 1900-talets första decennier, särskilt gammal jazz, ragtime och folkmusik. Han bar nästan alltid panamahatt och solglasögon. Han var mycket fåordig om sitt privatliv och sin egen bakgrund och föredrog att det förblev ett mysterium. Det är känt att han som barn kom först till England och sedan till Kanada där han också började uppträda, innan han fortsatte karriären i USA.
Redbone skivdebuterade 1975 med albumet On the Track, utgivet av Warner Bros. Records. Han kom att ge ut två album till på bolaget. Han gav senare ut album för bolag som Rounder Records och Blue Thumb Records. 1988 gav han ut julalbumet Christmas Island där Dr. John medverkade på piano och sång. Bland annat spelade de in en duett av låten "Frosty the Snowman" som också gjordes som musikvideo. Redbone medverkade även i flera amerikanska TV-program som Saturday Night Live, The Tonight Show Starring Johnny Carson och reklamfilmer. Han framförde några låtar på soundtracket till filmen Elf 2003. Av hälsoskäl drog sig Redbone tillbaka från artistlivet 2015, och avled fyra år senare.

## Diskografi, album
- On the Track (1975)
- Double Time (1977)
- Champagne Charlie (1978)
- From Branch to Branch (1981)
- Red to Blue (1985)
- Christmas Island (1987)
- No Regrets (1988)
- Sugar (1990)
- Up a Lazy River (1992)
- Whistling in the Wind (1994)
- Any Time (2001)
- Flying By (2014)
- Long Way from Home: Early Recordings (2016)